# Římskokatolická farnost u kostela sv. Petra Praha-Nové Město
Římskokatolická farnost u kostela sv. Petra Praha-Nové Město je územním společenstvím římských katolíků v rámci I. pražského vikariátu arcidiecéze pražské.

## O farnosti

### Historie
Roku 1080 byl postaven kostel sv. Petra a roku 1215 se stal komendou Řádu německých rytířů.
Roku 1234 byla ke kostelu připojena nemocnice Rytířského řádu křižovníků s červenou hvězdou a od roku 1413 je křížovníky farnost spravována. V 15. století byla farnost zrušena a dne 1. srpna 1628 byla obnovena.
Matriční záznamy jsou zde vedeny od roku 1639.
Mezi starší názvy farnosti patří Ad s. Petrum; Praha II. Ad S. Petrum; Praha 1-Nové Město – sv. Petr; S. Peter; U sv. Petra.

#### Osoby ustanovené ve farnosti
- Lukáš Lipenský O.Cr. (administrátor)
- Ing. Martin Lejsal (trvalý jáhen)

#### Kostely farnosti
| Kostel                | Místo      | Bohoslužba                                | Bohoslužba                            | Poznámka        |
| --------------------- | ---------- | ----------------------------------------- | ------------------------------------- | --------------- |
| Kostel svatého Petra  | Nové Město | neděle pondělí středa pátek               | 10.30 16.30                           | farní kostel    |
| Kostel svatého Josefa | Nové Město | neděle pondělí úterý středa čtvrtek pátek | 8.00; 10.00; 17.00; 20.00 7.00; 18.00 | filiální kostel |